# IC 2312
IC 2312 ist ein Galaxienpaar im Sternbild Krebs auf der Ekliptik.
Entdeckt wurde das Objekt am 13. Februar 1901 von Max Wolf.